# Boys Don't Cry (álbum)
Boys Don't Cry -Los chicos no lloran en español- es el primer álbum recopilatorio de la banda británica de post-punk The Cure, lanzado el 5 de febrero de 1980 por el sello Fiction Records.
El álbum es la versión estadounidense del álbum debut de la banda, Three Imaginary Boys, que fue lanzado en el Reino Unido en 1979, pero, como sucedió en los años 60 con The Beatles, la lista de canciones fue alterada con fines comerciales. Algunas canciones fueron eliminadas como Object, Foxy Lady, Meathook, It's Not You, sustitiyéndose por sencillos como Boys Don't Cry, Jumping Someone Else's Train y Killing an Arab, y los temas inéditos Plastic Passion y World War.
El álbum no se lanzaría en el continente europeo hasta 1983, luego del lanzamiento de la conocida como Trilogía siniestra o gótica (Seventeen Seconds (1980), Faith (1981) y Pornography (1982)) En el año 2003, el álbum fue ubicado en el puesto 442 de la lista de los 500 mejores álbumes de todos los tiempos de la revista estadounidense Rolling Stone, y para la reedición del 2012, el ábum subió a la posición 432.

## Contexto

### Antecedentes
Boys Don't Cry fue el álbum debut de la banda en los Estados Unidos, y se componía de temas de su anterior y primer disco, Tree Imaginary Boys, lanzado en 1979. Tree Imaginary Boys se grabó luego de que Chris Parry del sello Polydor oyera el segundo sencillo del grupo, Boys Don´t Cry.
Para esa época, Robert Smith, vocalísta y líder del grupo contaba con 18 años. Irónicamente, ninguno de los sencillos previos de la banda fueron incluidos en el debut de 1979.
Para iniciar su carrera estadounidense, y luego del fracaso del sencillo Boys Don't Cry, Parry y Smith decidieron incluir este tema y el sencillo Killing an Arab en un nuevo disco que se grabó en 1979.

## Lanzamiento y promoción
El álbum se lanzó el 5 de febrero de 1980 en los Estados Unidos.
De todos los temas incluidos en el álbum, sólo 10:15 Saturday Night contaba con un video musical. La canción era el lado B del sencillo debut del grupo Killing an Arab, lanzado el 27 de diciembre de 1978. La canción se relanzó el 6 de febrero de 1979. Los demás temas tuvieron que esperar hasta 1986 para tener sus propios vídeos musicales.

## Contenido

### Portada

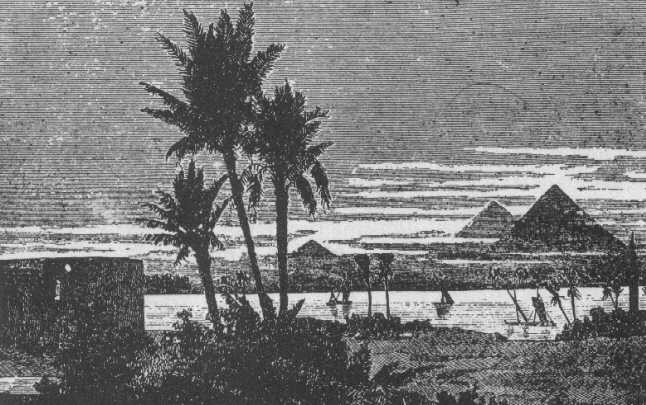
Litografía del antiguo Egipto con el río Nilo de fondo, el disco contiene referencias explícitas a la cultura árabe en la canción «Killing an Arab».

La portada del disco es un conjunto de figuras geométricas sobre un fondo que se asemeja a arena. Se compone de un círculo amarillo en la parte superior que divide al nombre del álbum y al nombre de la banda, en letras también de color amarillo. Los tres objetos están en un fondo azul que se asemeja al cielo.
El centro de la composición son tres palmeras de color verde que descienden en tamaño,  detrás de la última palmera, la más pequeña se alza un triángulo escaleno obtusángulo de color magenta, que se supone es una pirámide. Las palmeras están sobre un fondo claro, que se supone es la arena de un desierto, pero tiene arena de color claro, como si de una playa se tratase. Finalmente se ve en la parte inferior lo que se supone es un papel quemado, pues se ven las manchas y los pedazos faltantes que tendría una hoja expuesta al fuego.
En conjunto la imagen representa una escena de un desierto árabe, y se inspiró en el tema Killing an Arab.

## Recepción

### Posiciones y certificaciones
| Año  | Lista | Posición | Certificación    |
| ---- | ----- | -------- | ---------------- |
| 1980 | UK    | —        | Disco de Platino |
| 1980 | AUS   | 60       | —                |
| 1980 | NZ    | 25       | —                |

## Reediciones
El relanzamiento del álbum en CD vio la modificiación del mismoː Se excluyeron los temas Object y World War. Se incluyó So What y se acortó el tema Subway Song.
La reedición en CD se mantuvo y hoy día es la versión que se encuentra disponible en plataformas digitales.

## Lista de canciones
- Todas las canciones fueron escritas por The Cure: (Smith/Dempsey/Tolhurst).
- En la reedición para CD, «Object» fue remplazada por «So What», el grito al final de «Subway Song» fue acortado, y «World War» desapareció del disco, considerada por el propio Robert Smith como un disparate.

| Boys Don't Cry - Edición de vinilo |                                |          |  |
| N.º                                | Título                         | Duración |  |
| 1.                                 | «Boys Don't Cry»               | 2:35     |  |
| 2.                                 | «Plastic Passion»              | 2:14     |  |
| 3.                                 | «10:15 Saturday Night»         | 3:38     |  |
| 4.                                 | «Accuracy»                     | 2:16     |  |
| 5.                                 | «Object»                       | 3:03     |  |
| 6.                                 | «Jumping Someone Else's Train» | 2:56     |  |
| 7.                                 | «Subway Song»                  | 1:59     |  |
| 8.                                 | «Killing an Arab»              | 2:22     |  |
| 9.                                 | «Fire in Cairo»                | 3:21     |  |
| 10.                                | «Another Day»                  | 3:43     |  |
| 11.                                | «Grinding Halt»                | 2:49     |  |
| 12.                                | «World War»                    | 2:36     |  |
| 13.                                | «Three Imaginary Boys»         | 3:14     |  |

| Boys Don't Cry - Edición de CD |                                |          |  |
| N.º                            | Título                         | Duración |  |
| 1.                             | «Boys Don't Cry»               | 2:35     |  |
| 2.                             | «Plastic Passion»              | 2:14     |  |
| 3.                             | «10:15 Saturday Night»         | 3:38     |  |
| 4.                             | «Accuracy»                     | 2:16     |  |
| 5.                             | «So What»                      | 2:35     |  |
| 6.                             | «Jumping Someone Else's Train» | 2:56     |  |
| 7.                             | «Subway Song»                  | 1:59     |  |
| 8.                             | «Killing an Arab»              | 2:22     |  |
| 9.                             | «Fire in Cairo»                | 3:21     |  |
| 10.                            | «Another Day»                  | 3:43     |  |
| 11.                            | «Grinding Halt»                | 2:49     |  |
| 12.                            | «Three Imaginary Boys»         | 3:14     |  |

## Créditos
The Cure
- Robert Smith - (Líder) guitarra, voz
- Michael Dempsey - Bajo, voces
- Laurence Tolhurst - Batería

Producción
- Producido por: Chris Parry
- Grabado y mezclado en: Estudios Morgan (Londres)
- Publicado por: Fiction Records
- Ingeniero de sonido: Mike Hedges
- Asistente: Michael J. Dutton
- Diseño e ilustraciones: Bill Smith

### Citas
1. ↑  «Discografía oficial en thecure.com» (en inglés). Archivado desde el original el 27 de junio de 2013. Consultado el 5 de agosto de 2013.
2. ↑  «Reseña de Boys Don't Cry» (en inglés). Discogs.com. Consultado el 26 de agosto de 2013..
3. ↑  Ice, Rivers Of (24 de noviembre de 2014). «Music is my savior: La trilogía siniestra de The Cure (1980-1982).». Music is my savior. Consultado el 4 de enero de 2025.
4. ↑  Stone, Rolling (3 de mayo de 20121). «500 Greatest Albums of All Time». Rolling Stone (en inglés estadounidense). Consultado el 5 de febrero de 2020.
5. 1 2 3 4  www.post-punk.com https://www.post-punk.com/the-cure-boys-dont-cry/ |url= sin título (ayuda). Consultado el 5 de febrero de 2020.
6. 1 2 3  ««Boys don´t cry» / The Cure». Consultado el 5 de febrero de 2020.
7. ↑  «The Cure: 10 grandes canciones». Rolling Stone. 18 de junio de 2019. Archivado desde el original el 5 de febrero de 2020. Consultado el 5 de febrero de 2020.